# Перверсія
Перве́рсія (лат. perversiō — «перегортання») або статеве збочення — термін, що описує відхилення від норми сексуальної поведінки у суспільстві. Поняття статевого збочення увійшло у вжиток з 1870-х років, коли в працях низки науковців (насамперед, Р. Крафт-Ебінга) була обґрунтована інтерпретація відхилень від нормальної сексуальності як хворобливих, що потребують лікування і підлягають віданню медицини.

## Історія терміна
Заведено вважати, що терміни «збочення» й «інверсія» вперше використані в роботі Ж. Шарко і В. Маньяна «Перетворення статевого почуття та інші сексуальні збочення» (фр. Inversion du sens génital et autres perversions sexuelles, 1882), яка була присвячена спробам «лікувати» гомосексуальність гіпнозом. Книга була перекладена російською, з якої термін перейшов в українську.
Використання терміна «статеве збочення» в медицині наприкінці XX століття розкритикували. Було зазначено, що саме по собі слово «збочення» має негативний зміст, стигматичний смисловий контекст. Крім того, з погляду сучасної медицини психічним розладом, що вимагає лікування, може визнаватися лише таке порушення, яке перешкоджає діяльності людини як члена суспільства. Крім того, концепція збочення має суб'єктивний характер, її застосування залежить від конкретного суспільства. Тому зараз замість терміна збочення (перверсія) у науковій літературі використовується термін парафілія, хоча цей термін також викликає суперечки. Тому ті сексуальні практики, які раніше позначалися як статеві збочення, нині окремими сексопатологами розглядаються як сексуальні девіації (відхилення), причому вважається, що у більшості випадків (коли відсутні критерії хворобливого розладу психіки) медичне втручання не потрібне.
До кінця 20 сторіччя до перверсій також відносили гомосексуальність. Деякі лікарі намагались лікувати гомосексуальність, зокрема і з застосуванням жорстокої практики електрошокової терапії (до речі, в деяких країнах цей вид «лікування» використовується і досі). Проте, переважно, результатами такого впливу ставали розлади психіки людини. Сексуальна орієнтація або залишалась без змін, або свідомо приховувалась пацієнтом, аби припинити тортури, чи переходила в латентну стадію, як наслідок жодних результатів такі практики не дали. А в деяких випадках були причиною небезпечної для суспільства агресії з боку пацієнта.
17 травня 1990 року гомосексуальність було викреслено з переліку хвороб ВООЗ. Сучасна психіатрія не вважає гомосексуальність відхиленням, але лише одним з різновидів норми.

## Види перверсій
- Фетишизм — виникнення лібідо на одяг протилежної статі
  - Апотемнофілія — роль фетиша відіграють недоліки тіла
  - Пігмаліонізм (монументофілія, іконолагнія) — роль фетишу відіграють зображення людського тіла (картини, статуї, статуетки, фотографії)
  - Ретифізм — різновид фетишизму, роль фетиша відіграє взуття
- Нарцисизм (аутофілія, аутоеротизм, аутоерастія) — об'єктом статевого потягу є власне тіло
  - Аутоеротизм (лібідо, спрямоване на себе)
  - Аутомоносексуалізм
- Гетерохромофілія
- Мазохізм
- Садизм
- Ексгібіціонізм — демонстрація статевих органів чи стосунків іншим
- Педофілія — хворобливий статевий потяг до дітей, які не досягли віку статевого дозрівання або знаходяться в ранньому пубертаті
  - Партенофілія — статевий потяг до зрілих незайманок
  - Німфофілія — статевий потяг до молодих дівчат, юнок
  - Ефебофілія — статевий потяг до юнаків-підлітків
- Геронтофілія (пресбіофілія) — статевий потяг до осіб, значно старших за віком
- Трансвестизм — відчуття себе особою протилежної статі
  - Цисвестизм — різновид трансвестизму, пов'язаний із одяганням одягу іншої соціальної чи вікової групи
  - Гомесвестизм — різновид трансвестизму, пов'язаний з одяганням одягу іншої людини своєї статі
- Зоофілія — статевий потяг до тварин
- Фротаж (фротеризм) — отримання статевої насолоди шляхом дотику чи тертя статевими органами до різних частин тіла обраного суб'єкта у тісняві, у натовпі, наприклад, у міському транспорті
- Ворарефілія — статевий потяг бути з'їденим чи з'їсти партнера.

## Дивись також
Список сексуальних відхилень
Парафілія (сексологія)